# Stenia biannulalis
Stenia biannulalis là một loài bướm đêm trong họ Crambidae.